# زبان نیاهندواروپایی

پراکنده گشتن مردمان هندواروپایی از خاستگاه خود(فرهنگ گورچال) به دیگر سرزمین‌های گوناگون.

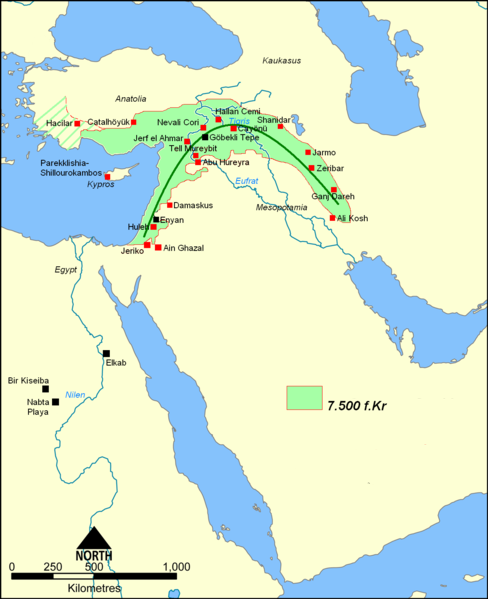
هلال حاصلخیز در ۹۵۰۰ سال پیش که بر پایه برخی فرضیه‌ها خاستگاه آریاییان هند، ایران، آناتولی و اروپاست

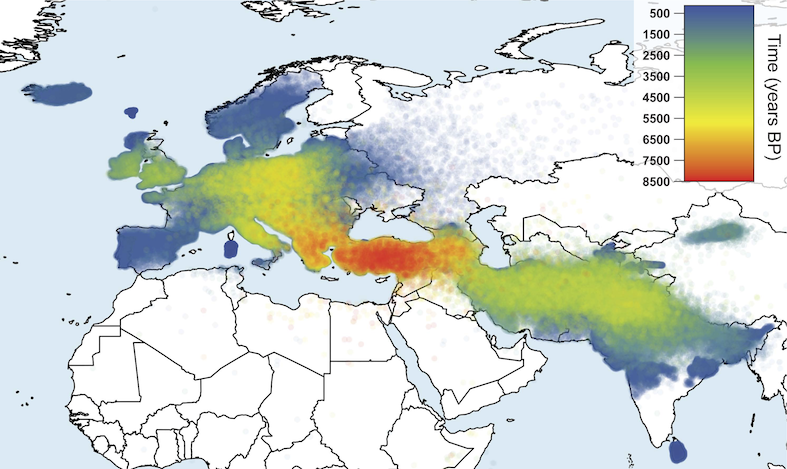
نقشه جدایی زبانی آریاییان (هندوایرانیان) و اروپاییان بر پایه فرضیه آناتولی در ۹۵۰۰ تا ۸۰۰۰ سال پیش

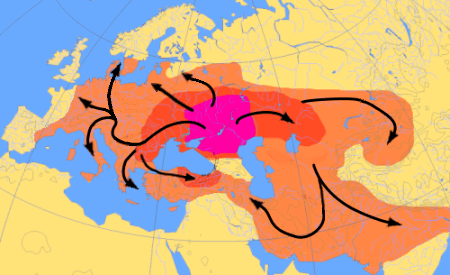
نقشهٔ مهاجرت‌های هندواروپاییان در حدود ۶۰۰۰ تا ۳۰۰۰ سال پیش از دیدگاه مُدل کورگان (Kurgan)

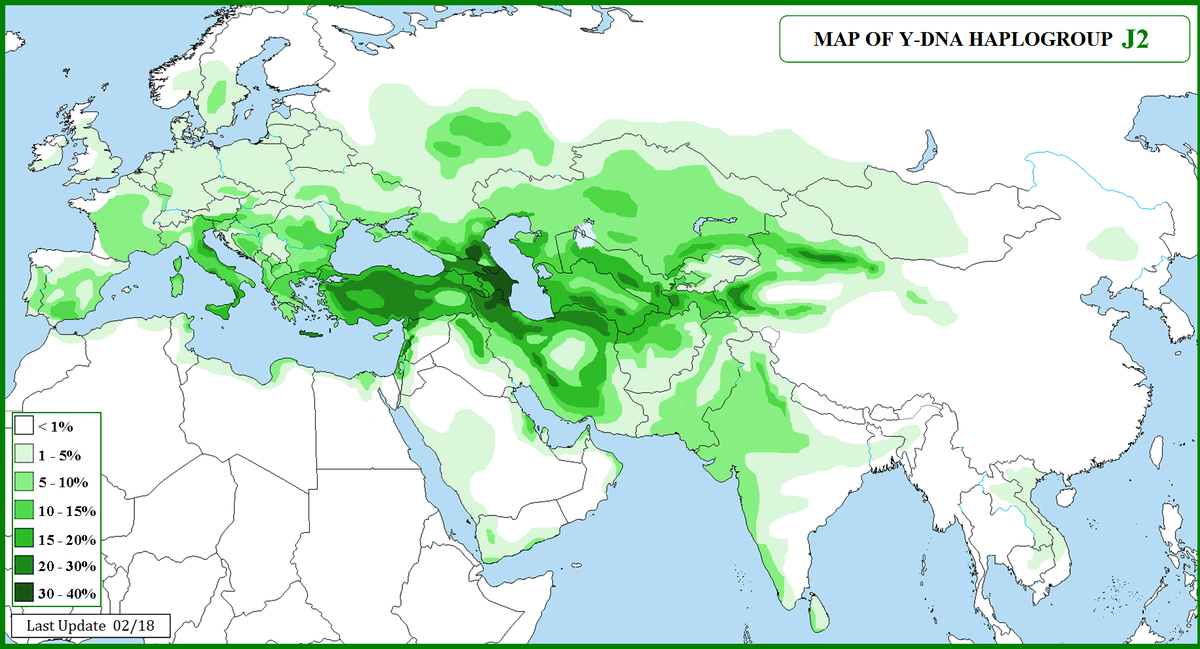
یافته‌های ژنتیکی تازه این خاستگاه را جنوب قفقاز و فلات ایران (شمال غرب) شناسایی نموده‌اند.

زبان نیاهندواروپایی یا هندواروپایی آغازین (به انگلیسی: Proto-Indo-European) زبانی فرضی است که نیای همۀ زبان‌های خانوادۀ زبانی هندواروپایی بوده است. از این زبان هیچ سند نوشتاری در دست نیست و هر آنچه دربارۀ آن می‌دانیم از بررسی‌های تطبیقی زبان‌هایی به دست آمده که از آنها در دوره‌های گوناگون تاریخی سندهای تاریخی در دست بوده است.
در سال ۲۰۰۳ میلادی بر روی ۸۷ زبان و ۲٬۴۴۹ آیتم واژگانی واکاوی‌ای انجام شد تا تاریخ انشقاق زبان نخستین مشخص شود. نتیجهٔ زمانی پیرامون ۷٬۸۰۰ تا ۹٬۸۰۰ سال پیش را مشخص کرد از نظر زمانی با فرضیهٔ آناتولیایی مطابقت دارد.

## تاریخچه نام‌گذاری
در تلاشی آغازین، مارکوس زوئریوس وان بوکس هورن زبانشناس و دانشمند هلندی بود که زبانی پیشگام را مادر برخی زبان‌های آسیایی و اروپایی دانست و آن را زبان سکایی شناسایی کرد. این سرآغازی بر دانش زبانشناسی بر پایهٔ جستجو برای بازسازی یا کشف یک زبان مشترک بود. در سال ۱۶۴۷ این اندیشه پیش کشیده شد و زبان سکایی سرچشمهٔ یگانه یک خانواده زبانی به‌شمار آمد. این خانواده عبارت بود از: هلندی، آلبانیایی، یونانی، لاتین، فارسی و آلمانی. در ۱۶۵۴ او زبانهای اسلاوی، سلتی و بالتیک را هم به این خانواده افزود.
دو سده پس از این، یکی از جغرافی‌دانان نامدار و از پژوهشگرانِ دانمارکی به نام کنراد مالت برون که نقشی اساسی در گسترش این دانش دارد، نامِ هندوژرمنی (Indogermanisch) را در سال ۱۸۱۰ برای این مفهوم به کار برد؛ نخست به فرانسوی به کار برد و سپس آلمانی آن روایی یافت؛ نامی که امروزه نیز در زبان علمی استاندارد آلمانی بدان خوانده می‌شوند. سه سال پس از مالت-برون، یک پزشک و فیزیکدان انگلیسی، توماس یانگ همین خانواده زبانی را هندواروپایی، و دو سال بعد زبانشناس دانمارکی، راسموس راسک، به یاد یافث برادر سام در آیین یهود، یافثی نامید. کمی دیگر از سوی زبانشناس آلمانی، فریدریش اشمیتهنر زبان‌های هندی-توتی و دیگر زبانشناس آلمانی و پیشگام در گویش‌شناسی، فریدریش پوت، هندوکِلتی (هندوسلتی) نیز نام گرفت. فیلسوف و زبانشناس آلمانی، ویلهلم فون هومبولت زبان‌های سانسکریتی نامید و زبانشناس پیشگام ایتالیایی، گراتسیادیو ایسایا آسکولی، نام آریااروپایی را انتخاب نمود. سرانجام ماکس مولر، زبانشناس، خاورشناس و بنیادگذار هندپژوهی نوین آنها را خانواده زبان‌های آریایی نامید. کمی پس از وی نیز زبانشناس بلژیکی اونوره شَوه نام آریاک (آریایی) را برگزید. از آنجا که این واژه را کنت دو گوبینو در کتابی نامدار و پرسروصدا دربارهٔ یکسان نبودن نژادها (۱۸۵۴) به کار برد و در آینده، ریشه پیدایش جهان بینی نژادپرستانه و نازی‌ها و فاشیسم را به اندیشه‌های وی پیوند دادند، پس از شکست آلمان در جنگ دوم جهانی در سالهای پایانی سده بیستم، به گونه تابویی سیاسی-فرهنگی با آن برخورد گردید و انجمن‌های دانشگاهی و پژوهشی نیز این رویه را ناگزیر پیمودند، زبان نامبرده نیای فرضی زبان‌های هندواروپایی است که، نیای مردمان ایرانی، آریاییان هند، آناتولیایی‌های باستان (مانند لوویان، لیدیان، هیتیان و …) و آریاییان اروپا با آن گفتگو می‌کردند. هرچند از پذیرش وجود این زبان در میان زبان‌شناسان یک سده می‌گذرد، اما در شیوهٔ بازسازی آن اختلاف وجود دارد.
زبان‌های این خانواده زبانی پُرگویشورترین زبان‌های دنیا هستند. نزدیک به سه میلیارد نفر، به ۱۳۰ زبان زنده از این خانوادهٔ زبانی سخن می‌گویند، که گسترهٔ آن از هیتی بی گویشور (زبان مرده) تا انگلیسی، از زبان‌های لاتین و رومی گرفته تا فارسی و هندی می‌رسد.
در مورد خاستگاه این خانوادهٔ زبانی چند فرضیهٔ رقیب وجود دارد. فرضیه کورگان (از زبان روسی برابر گوردخمه که واژه‌های گورچال یا گورپشته را برای آن برگزیده اند) که ماریا گیمبوتاس(۱۹۲۹–۱۹۹۴) در سال ۱۹۵۶ آن را پیشنهاد کرد و آن را بر یافته‌های باستان‌شناختی در فرهنگ سامَرا (که نشانگر شکوفایی فرهنگی سکاها در هزاره پنجم پیش از میلاد است) و فرهنگ سروگلازووا(که در آن نشانه‌هایی از هزاره یازدهم تا نهم پیش از میلاد یافت شده) بنیاد گذاشت که ریشهٔ این خانوادهٔ زبانی را به ۶٬۰۰۰ سال پیش و سبزدشتهای کاسپی-پونتی وابسته می‌داند و سازگار با زیستگاه کیمری‌ها (اسکیت‌های اشکودا)، سکاها (سکیت‌ها) و سرمتی‌ها و برابر بخشی از سکستان بزرگ است.
دیدگاه دیگری خاستگاه آریاییان (هندواروپاییان) را سرزمین قفقاز می‌داند. به گزارش هفته نامه پربازدید و سرشناس نیو ساینتیست، چندی پیش در ارمنستان کاوش‌هایی باستان‌شناسی رخ داده است که با انقلابی در بازنگری نظریه خاستگاه هندواروپاییان (آریاییان، آناتولیایی‌ها و اروپاییان) و زبان‌های هندواروپایی بود. دیوید رایش از دانشمندان برجسته ژنتیک، بر پایه یافته‌های ژنتیکی تازه از ارمنستان، مانند بسیاری از زبانشناسان و باستان شناسان، در دیدگاه خود _که پیش از این بر پایه فرضیه کورگان استوار بود_ بازنگری نموده و این خاستگاه را ارمنستان می‌داند. وی می‌افزاید: از ۷۰۰۰ تا ۵۰۰۰ سال پیش انتشار جمعیت انبوهی از اقوام هندواروپایی نژاد به دشت‌های اوراسیا را می‌بینیم که در فرهنگ یمنا (گورچالی) تبلور یافته‌اند که اغلب مردم فعلی قاره اروپا از نوادگان آنها هستند. از آنجا که این خبر در انجمن‌های آکادمیک جهان بازتاب بسیاری داشته است این منبع در دو شماره پیاپی (۲۳ و ۳۰ می ۲۰۱۸) به این رویداد همانند نقطه عطفی تاریخی نگریسته، آن را واکاوی می‌نماید. پس از به میان آمدن این نظریه برای نخستین بار(۱۹۸۰)، از رویکرد ایران پژوهان برخوردار شد. این دیدگاه با بررسی تطبیقی یافته‌های دیرین-اقلیم‌شناسی (آب و هواشناسی)، زبانشناسی تاریخی و سنجشی، ژنتیکی، باستان‌شناسی پیش از تاریخ و نوشته‌های تاریخی این دیدگاه را واکاوی می‌نماید. اکنون به تازگی یافته‌هایی ژنتیک در قفقاز جنوبی همخوانی این دیدگاه را پیش چشم نمودار کرده و مایه بازنگری برخی از هواداران سرشناس فرضیه کورگان شده است. کریستین کریستینسن از باستان شناسان نامدار اروپایی به همراه دیگر اعضای مکتب باستانشناسی دانمارک، نظریه کورگان را با همه رواج و پذیرفتگی آن، تنها گامی پس از قفقاز جنوبی می‌داند و بر این باور است که فرهنگ یمنا (گورچالی) راهی برای گسترش زبان پوروا-هندوآناتولیایی به اروپا و سبزدشت‌های اوراسیا بوده است.
دیدگاه دیگر ادعا می‌کند ریشهٔ این خانوادهٔ زبانی به ۸٬۰۰۰ تا ۹٬۵۰۰ سال پیش و به منطقهٔ آناتولی بازمی‌گردد. این دیدگاه که در زمان پیش کشیدن آن (۱۹۸۷) رویکرد یافت، در بنیاد، برگرفته از بازه ای زمانی بدنبال موجی از یافته‌های باستان‌شناسی دربارهٔ شکوفایی فرهنگی هیتی‌ها است و اینکه آنان را آورندهٔ فن گداختِ آهن به خاورمیانه و ارابه (گردونه)های برتر در گسترهٔ جنگ‌ها و دارندهٔ نخستین الفبای هیروگلیف به‌دست‌آمده تاکنون از آریایی‌ها می‌دانند، و با پیشرفت و گسترش کشاورزی از روی پیشرفت فن فلزکاری و در پی آن، ساخت ابزار کشاورزی کارآمدتر و افزایش فراورده‌های کشاورزی، و به دنبال آن، شتاب‌گیری افزایش جمعیت، این زبان نیز گسترش یافته است و هیتی‌ها هم در کنار میتانی‌ها و لووی‌ها و دیگر مردمان آناتولی از چنین توانش تاریخی‌ای برخوردار بوده‌اند. پس خاستگاه آریایی‌ها همین فلات بوده است. در سال ۲۰۰۳ پژوهشی منتشر شد که با بررسی ۸۷ زبان، زمان جدایی زبان هیتی را در رده نخستین زبان جداشونده آریایی و هندواروپایی با تاریخی میانه ۹۸۰۰ تا ۷۸۰۰ سال پیش، هماهنگ با فرضیه آناتولی می‌دانست.
دیدگاهی دیگر این خاستگاه را جایی در میان گستره پاکستان امروزی و شمال غربی هندوستان کنونی می‌داند. این دیدگاه بویژه پس از یافته‌های باستان‌شناسی هاراپا مطرح گشته است. و برخی هندپژوهان و زبانشناسان و باستان‌شناسان گواه‌هایی برای آن آورده‌اند.
برخی پژوهشگران بر این باورند که پراکنده شدن این زبان در بازه هزارهٔ سوم پیش از میلاد با افزایش جمعیت مردمان کوچ‌گردِ کورگان (گوردخمه) رُخ داده است. دیگران با اشاره به مهاجرت‌های نخستین، این نظریه را مطرح می‌کنند که مردم برزگر و کشاورز بسیار زودتر (پیرامون ۷۰۰۰ سال پیش از میلاد) پراکنده شده‌اند که به «موج پیشروی» معروف است.
دیدگاه دیگری نیز ارمنستان و قفقاز جنوبی را آریابوم (زادگاه زبان و فرهنگ آریایی) می‌شناسد که نخستین بار از سوی برخی دانشمندان شوروی سابق (۱۹۸۵) پیشنهاد و با یافته‌های باستان شناختی، زبانشناختی، و ژنتیک مستندسازی شده است و هوادارانی نیز دارد.
دیدگاهی دیگر که به تازگی به میان آمده است به وارون همه دیدگاه‌های هماورد خود، اروپا را خاستگاه آنان می‌داند و آن را با تفسیر پاره ای یافته‌های ژنتیک و باستان شناختی می‌پرورد. پدید آورندگان آن نام پیوستگی پارینه سنگی را بر آن گذاشته‌اند. این دیدگاه با همه تلاشی که برای مستندسازی آن روی داده است، هنوز اقبال چندانی در میان هسته‌های دانشگاهی و پژوهشی معتبر نیافته است.
برخی دیگر از یافته‌های ژنتیک فرضیه دیگری را مطرح می‌کنند که به گونه‌ای آمیخته‌ای از برخی نظریه‌هایی است که پیشتر بازگو شدند. این چنین که زمانی که مردم برزگر آناتولی را ترک کردند (فرضیه آناتولی)، برخی از آنها به سوی شمال مهاجرت کردند و فرهنگ کورگان (گوردخمه) را پدید آوردند، که متعاقباً در سطح استپ‌ها پراکنده شده است(فرضیه کورگان). به این شیوه، دو فرضیه آناتولی و کورگان را با هم آمیخته است. صرفنظر از تازش این تیره‌ها و نژادها به سرزمین‌های دیگر، پیشروی و گسترش زبان‌های پوروا-هندواروپایی یک روند آرام و آشتی جویانه بوده که از طریق تماس فرهنگ‌ها همچون بازرگانی و پیوندهای میان نژادی صورت گرفته است.

## واژه‌نامه
1. ↑  Wave of Advance